# Cercosporella filicis-feminae
Cercosporella filicis-feminae är en svampart som först beskrevs av Giacopo Bresàdola, och fick sitt nu gällande namn av Franz Xaver von Höhnel 1924. Cercosporella filicis-feminae ingår i släktet Cercosporella och familjen Mycosphaerellaceae.   Inga underarter finns listade i Catalogue of Life.